# .500 S&W Magnum
Набій .500 S&W Magnum (12.7×41mmSR) є напівфланцевим набоєм п'ятидесятого калібру для ручної зброї розроблений компанією Cor-Bon у співпраці з командою інженерів Smith & Wesson "X-Gun" для використання в револьвері Smith & Wesson Model 500, який створено на рамці X  і був представлений в лютому 2003 на SHOT show. Він призначався для мисливської зброї, а також став найпотужнішим набоєм для ручної зброї.

## Історія
Компанія Smith & Wesson була на першому місці при розробці потужних набоїв для ручної зброї, таких як .357 S&W Magnum та .44 Remington Magnum. Проте, з 1960 набій .44 Remington Magnum, який було розроблено в співпраці з Remington, затьмарив набій .454 Casull. З того часу, було випущено кілька більш потужних набоїв компаніями Action Arms, Linebaugh, Ruger, Wildey та Winchester для самозарядної ручної зброї.В 1971 році компанія Smith & Wesson пережила різке зростання кількості замовлень на револьвер Модель 29 під набій .44 Magnum, який компанія S&W не встигала випускати. Наявні револьвери Модель 29 продавалися вдвічі-втричі дорожче за роздрібну ціну, тому що попит перевищував пропозицію. Такий великий попит викликав фільм Брудний Гаррі, де револьвер Моделі 29 було представлено як найпотужніший револьвер (Набій .454 Casull розроблений в 1955 році комерційно не випускався до 1997 року). З появою набою .500 S&W Magnum та револьвера Модель 500, Smith & Wesson повернули собі звання найбільш потужної ручної зброї і збільшили обсяги продажів.Набій калібру .500 Smith & Wesson Magnum з самого початку розробляли, як найпотужніший набій для ручної зброї. Менеджер по продукції S&W Герб Белін, запропонував ідею розробки револьвера та набою відділу продажів S&W. За підтримки відділу продажів проект отримав схвалення президента компанії S&W Боба Скотта. Боєприпас повинні були розробити компанія Cor-Bon та Пітер Пі у співпраці з інженерно технічною командою S&W X-Gun - головний інженер-конструктор Бретт Карр, Річ Мікута та Том Оуклі. Через одинадцять місяців, 9 січня 2003, команда S&W представила револьвер Модель 500 та набій .500 S&W Magnum. Згідно з Беліном, набій одразу розробляли, щоб він став найпотужнішим за будь-який серійний набій для ручної зброї. Пізніше компанія Cor-Bon розробила набій .500 S&W Special.

## Конструкція набою та специфікація
Набій .500 S&W Magnum є напівфланцевим з прямою гільзою. яка пристосована для використання в револьверах. Проте, на відміну від фланцевих набоїв, таких як .44 Magnum та тощо, які розроблені для використання в револьверах, набій більш плавно і надійно обертається в трубчастих магазинах, оскільки має напівфланцеву конструкцію. Проте, набій не дуже підходить для коробчастих магазинів. Фланець має тенденцію застрягати у канавці екстрактору.Набій .500 S&W Magnum було розроблено стріляти кулями діаметром (⌀) 12,7 мм на відміну від набою .500 Linebaugh, де використано кулю діаметром 12,9 мм. Це було зроблено щоб не порушувати Національний закон про вогнепальну зброю, як це сталося з набоєм компанії Whildin .50 AE, який спочатку мав кулю діаметром 12,9 мм, але  потім його конструкцію було змінено на кулю діаметром 12,7 мм.: :: Схематичне зображення набою .500 S&W Magnum: Всі параметри подані в дюймах [міліметрах]. Набій .500 S&W Magnum має максимальний робочий тиск в 60 000 psi (4 100 бар). Проте, більшість заводських набоїв мають обмеження в 50 000 psi (3 400 бар) для легкої екстракції гільз. Барабан револьвера S&W Модель 500 спроектовано таким чином щоб витримувати тиск більший на 50%. Регулярне випробування на перевірку навантаження проводиться при 20% перевищенні тиску. Внутрішній діаметр стволу дорівнює 12,7 мм. SAAMI рекомендує використовувати ствол з 6 канавками з шириною 3,3 мм. Також рекомендовано ствол з внутрішнім діаметром 12,4 мм і діаметром по канавках 12,66 мм. Рекомендований крок нарізів 476 мм. Хоча діаметр стволу в 12,4 мм є таким самим, як і в іншій зброї яка має діаметр кулі 12,7 мм, діаметр по канавках в 12,66 мм є дивним, оскільки в іншій зброї він дорівнює 12,7 мм, тобто діаметру кулі. Тому з револьвера не варто стріляти литими свинцевими кулями оскільки відбувається свинцювання стволу.Хоча в багатьох джерелах загальна довжина набою зазначена як 58,4 мм, в деяких револьверах не можливо використовувати ці набої. Причиною цьому є те, що барабани цих револьверів коротші за ці набої. Прикладом такого револьвера є Taurus Raging Bull 500. Довжина барабана у револьвера дорівнює приблизно 5,1 мм, який є коротшим за барабан револьвера S&W Модель 500.== Продуктивність ==

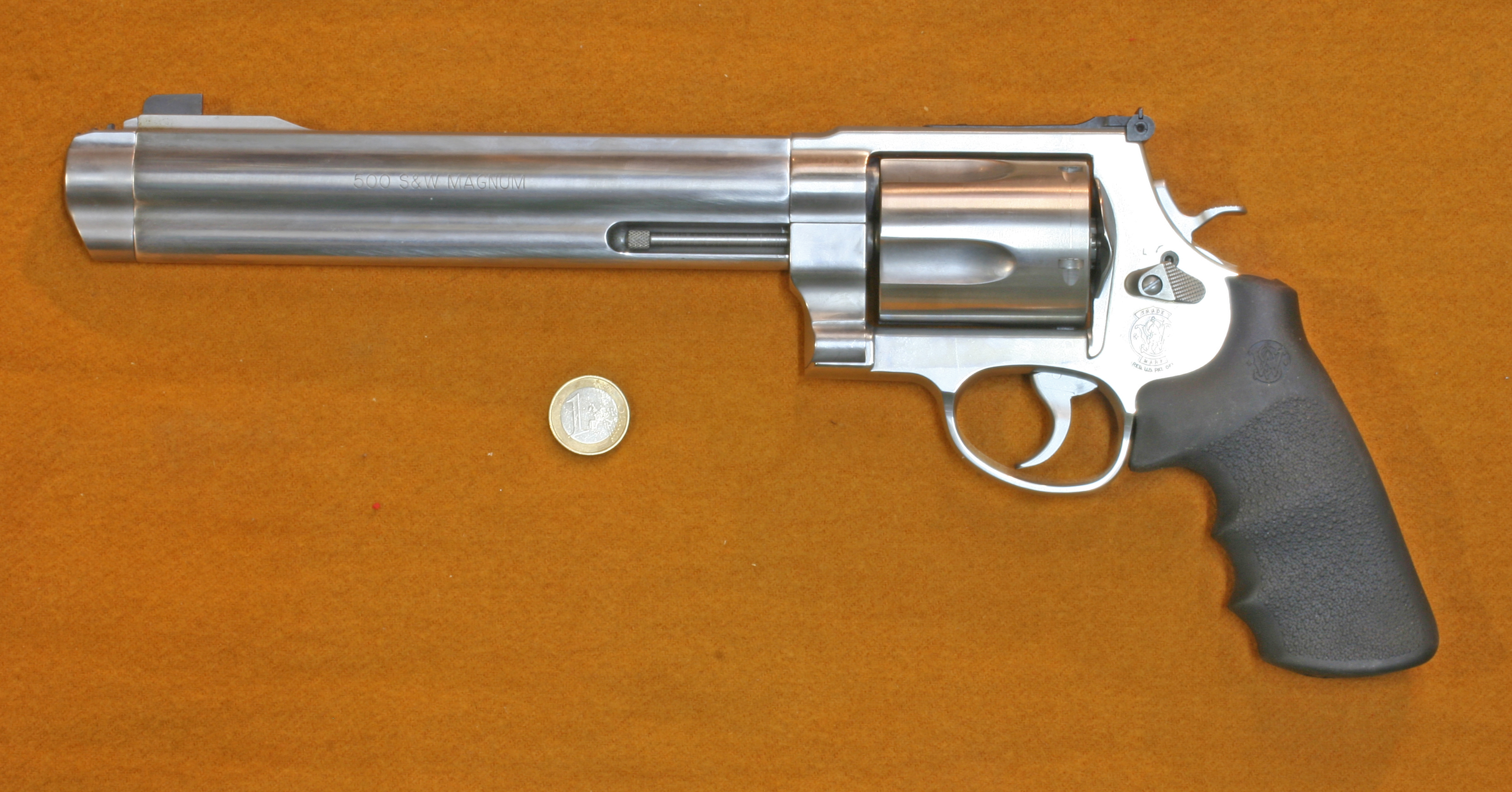
Першим револьвером в якому можна використовувати великі набої 500 magnum став револьвер Smith & Wesson Model 500. Монета в один євро покладена для порівняння. (Монета в 25 американських центів має такий самий розмір.)

Завдяки своїй дуловій енергії набій .500 S&W Magnum вважається найпотужнішим комерційним набоєм для спортивної ручної зброї. Компанія Cor-Bon (зараз Dakota Ammo), яка разом з компанією Smith & Wesson розробила набій .500 S&W Magnum, пропонувала кілька зарядок, які мали вагу 325 гр (21,1 г), швидкість 1 800 фут/с (550 м/с), 400 гр (26 г), швидкість 1 625 фут/с (495 м/с) та 440 гр (29 г), швидкість 1 625 фут/с (495 м/с). У порівнянні з іншим найбільш потужним комерційним набоєм для спортивної зброї, .460 S&W Magnum, який мав зарядки вагою 325 гр (21,1 г), швидкість 1 650 фут/с (500 м/с) або 395 гр (25,6 г), швидкість 1 525 фут/с (465 м/с), набій .500 S&W Magnum виробляє на 15-40% більше дулової енергії ніж набій .460 S&W. Набій .500 S&W Magnum показує свою перевагу при використанні з важчими кулями, вага яких починається з 500 гр (32 г). По можливості ці кулі встановлюють як можливо далі, щоб повністю використати довжину барабана, для максимального збільшення об'єму пороху в гільзі.Деякі виробники випускають набій S&W .500 Magnum, причому деякі найбільш ефективні набої мають енергію в 4109 Дж при вазі кулі 350-гранів (23 г), яка рухається зі швидкістю 602 м/с. Стверджується, що найбільший комерційно доступний набій ручної зброї на ринку, який до того ж за потужністю можна порівняти з набоями для стрілецької зброї, наприклад .375 JDJ (J. D. Jones), за зарядом з пістолетним набоєм .45-70 Government. Справді, деякі набої мають кулі які важать майже 1 унцію. (28 g ~ 440 gr.), при цьому швидкість кулі становить 460 м/с – що можна порівняти з продуктивністю мисливського набою 12 калібру. Вага куль коливається від 265-гранів (17,2 г) оболонкової порожнистої до 700-гранів (45 г) твердолитої свинцевої кулі. Середню швидкість, заряду важкої кулі .500 S&W Magnum за продуктивністю можна порівняти з набоєм .50-70 Government з чорним порохом. Найважчою кулею є твердолита свинцева куля вагою 700 гранів створена компанією Underwood Ammo і має таку саму вагу, що й куля .50 BMG. Ця куля має швидкість маже в 1 200 фут/с (370 м/с) і створює дулову енергію в 2 100 фут⋅фунтс (2 800 Дж). Хоча з точки зору чистої дулової енергії, це один з більш м'яких набоїв, це навантаження насправді є найкращим для полювання на велику дичину, оскільки куля має відмінні щільність перетину, що забезпечує глибоке проникнення і високе розширення. Віддача є настільки великою, що відомі випадки коли люди ламали зап'ястки при стрільбі.

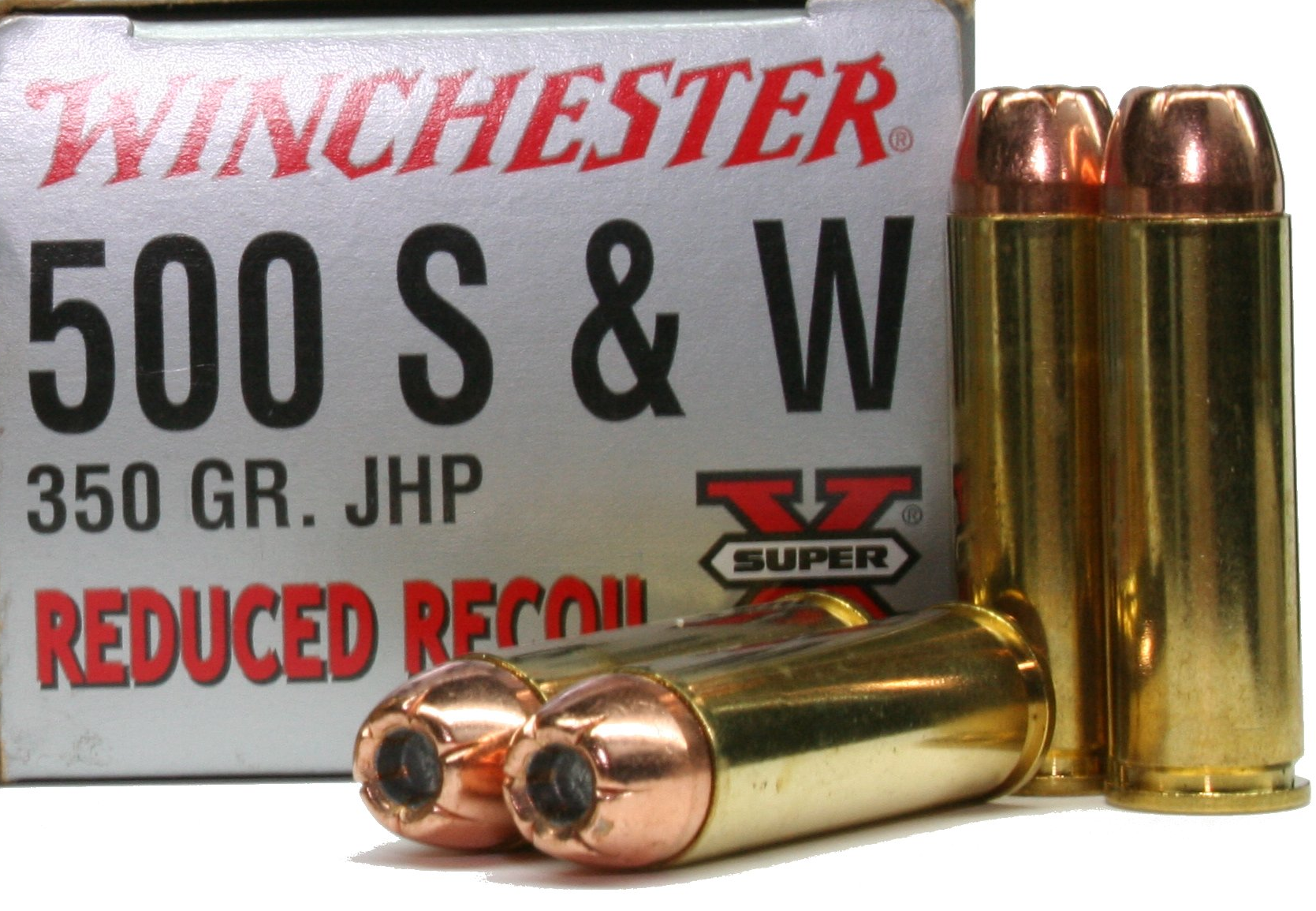
Набій Winchester 500 S&W Magnum 350 gr. JHP зі зменшеною віддачею

Компанії Grizzly Cartridge Company та Winchester випускають набої з низькою або зменшеною віддачею. Низьку віддачу досягають за допомогою зниження швидкості кулі та/або ваги кулі. Набій Winchester зі зменшеною віддачею X500SW має вагу кулі 350 гр (23 г) яка має швидкість польоту 1 400 фут/с (430 м/с). Хоча такі боєприпаси мають низьку віддачу, оскільки мають лише одну третю енергії віддачі на відміну від звичайного набою .500 S&W, вони все одно є потужнішими за набої .44 Magnum, оскільки їхня енергія вдвічі більша за ці набої.В 2004 році компанія Cor-Bon представила набій .500 S&W Special з меншою енергією та меншою віддачею ніж у набою .500 S&W Magnum.  Цей набій можна використовувати в зброї під набій .500 S&W Magnum та стріляти кулями вагою 350-гранів (23 г) зі швидкістю 1 250 футів за секунду (380 м/с).  Ці набої мають значно нижчу віддачу при стрільбі зі зброї з довжиною стволу 4 дюйми (100 мм). Зараз лише компанія Cor-Bon, випускає набої .500 S&W Special з трьома різними зарядками.Набій .500 S&W Magnum має дуже високі енергію та швидкість віддачі. Високі енергія та швидкість підкидають ствол догори при стрільбі.  При розробці револьвера Моделі 500 компанія Smith & Wesson врахувала особливості використання набою .500 S&W Magnum. Револьвер має компенсатор та руків'я Hogue Sorbothane. Значна вага револьвера в 56—82 унції (1 600—2 300 г) також допомагає зменшити віддачу набою. При використанні цього набою інколи можна спостерігати ефект подвійного пострілу. Велика віддача приводить, що деякі стрільці рефлекторно натискають на спусковий гачок після першого пострілу.  Крім того, у деяких стрільців після пострілу відкривався та обертався барабан..

## Використання у спорті

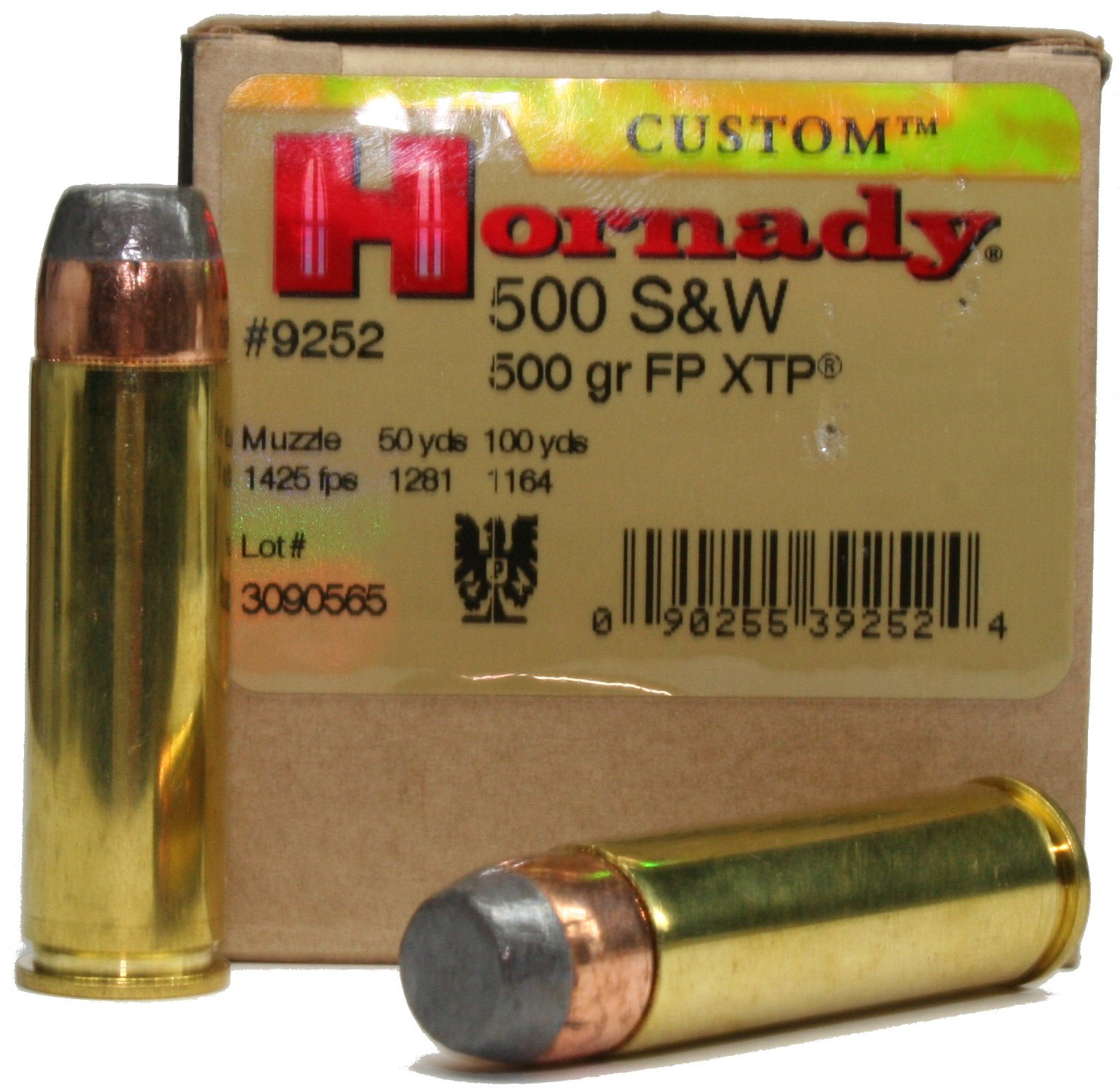
500 S&W Magnum з мисливським зарядом та кулею вагою 500 gr. SP компанії Hornady.

Набій .500 S&W Magnum розробляли для використання у ручній мисливській зброї. Після появи важільної гвинтівки Модель 89 компанії Big Horn Armory, набій почали використовувати при полюванні на велику дичину. У цій зброї набій може вбити будь-яку тварину на землі. Крім того його можна використовувати у ручній зброї виживання, для захисту від великих ведмедів Північної Америки.

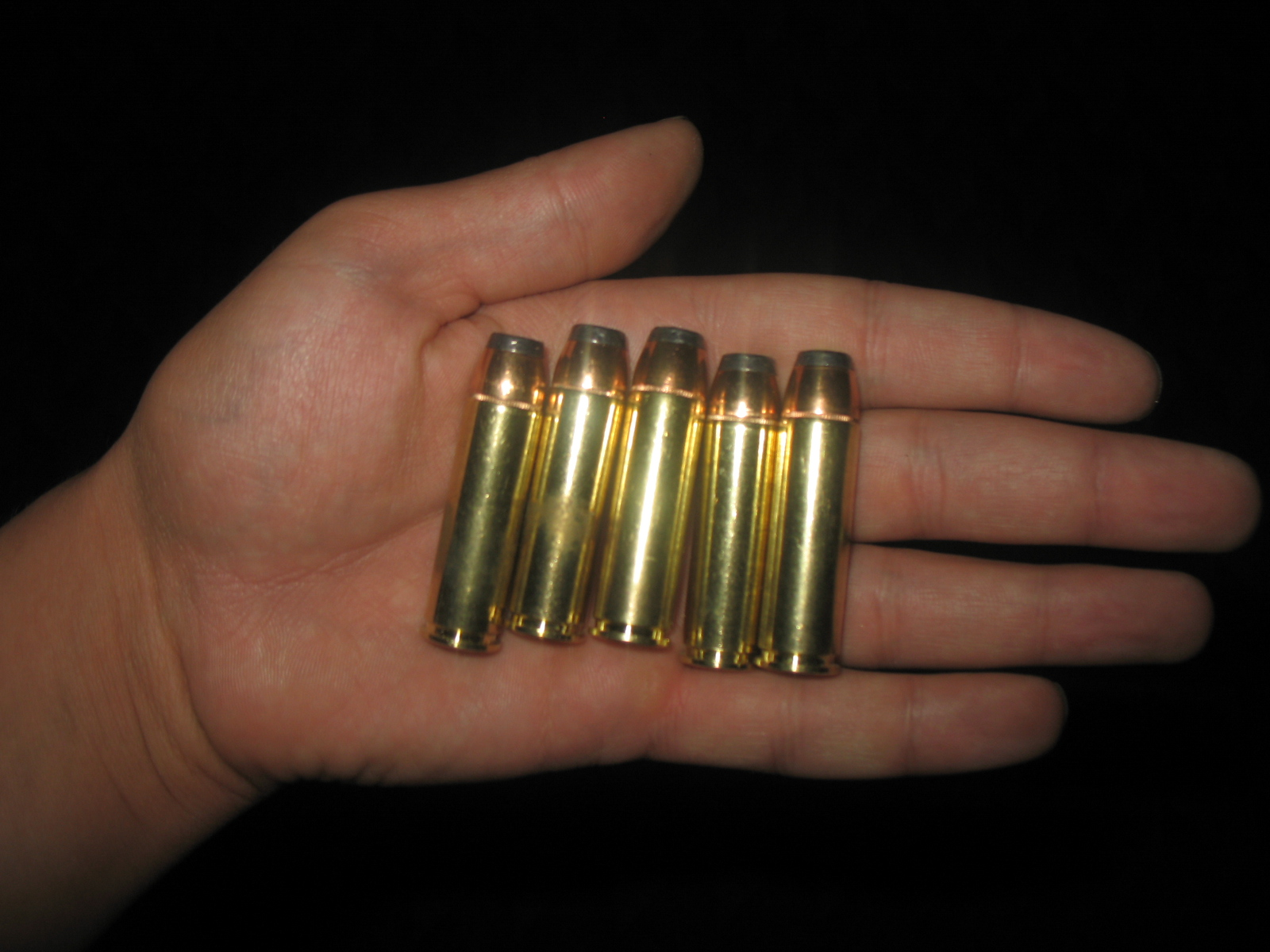
Порівняння набою 500 S&W з людською рукою.

Успішне використання набою .500 S&W Magnum в полюванні на велику і небезпечну дичину можна пояснити наявністю важких куль з винятковою щільністю перетину. Кулі вагою понад 500-гранів (32 г) мають щільність перетину яка потрібна для полювання небезпечних африканських тварин. Мисливський набій .500 S&W Magnum є ефективним проти слонів та африканських буйволів. Вибір кулі надзвичайно важливий при полюванні на товстошкіру дичину. Smith & Wesson називає револьвер Моделі 500, як "мисливська ручна зброя для полювання на будь-яку тварину, яка ходить". Big Horn Armory називає гвинтівку Моделі 89 найпотужнішою важільною гвинтівкою.В Північній Америці такий набій використовують у північноамериканських змаганнях з полювання на велику дичину. Набій успішно використовували при полюванні на аляскінського бурого ведмедя, американських бізонів, лосів та вапіті. Його також використовували для полювання на чорного ведмедя, білохвостого оленя, дикого кабана та диких свиней. Повідомлялося, про те що набій використовували в полюванні на удавану свиню-монстра.Вага куль, які використовуються для полювання на легку здобич, коливається від 275 до 325 гранів (17,8-21,1 г). Кулі важчі за 350 гран (23 г), в тому числі боєприпаси Winchester зі зменшеним зарядом, використовуються у змаганнях CXP3. Кулі вагою понад 500 гран (32 г) використовують для полювання на небезпечну дичину. Куля вагою 500 гранів з SP зарядом Hornady класифікується компанією, як така яка може бути використана в змаганнях CXP4 на відстань в 180 м при стрільбі по великій дичині.Зброя під набій .500 S&W Magnum є більш зручною для перевезення ніж гвинтівки. Таку зброю можна використовувати для самозахисту в районах де можна зустріти небезпечну дичину. Карабін Big Horn Armory Модель 89 довжиною 37 дюймів можна використовувати у тісних приміщеннях, в густому лісі або у кущах. Цю важільну гвинтівку часто носять на Алясці для захисту від ведмедів. Набій .500 S&W Magnum використовують у зброї виживання, наприклад в гвинтівці NEF Handi та в наборі виживання S&W.  Smith & Wesson випускає версію револьвера Модель 500 зі стволом довжиною 2,75 дюйма (70 мм) (модель 500ES, виробництво закінчилося в грудні 2009), який входить до набору виживання S&W. Цей короткоствольний револьвер є зручним, його вага становить 56 унція (1,6 кг) та не має дулового гальма, яке має більш поширена Модель 500 8,38 дюйм (213 мм).
| Боєприпас                                          | Куля                       | Дулова швидкість      | Дулова енергія             |
| Buffalo Bore 18A                                   | 400 гр (26 г) LFN          | 1 675 фут/с (511 м/с) | 2 491 фут⋅фунтс (3 377 Дж) |
| Buffalo Bore 18B                                   | 440 гр (29 г) JFN          | 1 625 фут/с (495 м/с) | 2 579 фут⋅фунтс (3 497 Дж) |
| Buffalo Bore 18C                                   | 400 гр (26 г) LFN          | 1 325 фут/с (404 м/с) | 1 715 фут⋅фунтс (2 325 Дж) |
| Cor-Bon HT500SW275-12                              | 275 гр (17,8 г) Hunter DPX | 1 665 фут/с (507 м/с) | 1 688 фут⋅фунтс (2 289 Дж) |
| Cor-Bon HT500SW325-12                              | 325 гр (21,1 г) Hunter DPX | 1 800 фут/с (550 м/с) | 2 338 фут⋅фунтс (3 170 Дж) |
| Cor-Bon HT500SW350-12                              | 350 гр (23 г) Hunter JHP   | 1 600 фут/с (490 м/с) | 1 990 фут⋅фунтс (2 700 Дж) |
| Cor-Bon HT500SW385-12                              | 385 гр (24,9 г) Hunter BC  | 1 700 фут/с (520 м/с) | 2 471 фут⋅фунтс (3 350 Дж) |
| Cor-Bon HT500SW400SP-12                            | 400 гр (26 г) Hunter SP    | 1 625 фут/с (495 м/с) | 2 346 фут⋅фунтс (3 181 Дж) |
| Cor-Bon HT500SW440HC-12                            | 440 гр (29 г) Hunter HC    | 1 625 фут/с (495 м/с) | 2 580 фут⋅фунтс (3 500 Дж) |
| Cor-Bon HT500SW500HC-12                            | 500 гр (32 г) Hunter HC    | 1 500 фут/с (460 м/с) | 2 499 фут⋅фунтс (3 388 Дж) |
| Federal P500XB1                                    | 275 гр (17,8 г) Barnes XPB | 1 840 фут/с (560 м/с) | 2 067 фут⋅фунтс (2 802 Дж) |
| Federal P500SA                                     | 325 гр (21,1 г) Swift AF   | 1 800 фут/с (550 м/с) | 2 338 фут⋅фунтс (3 170 Дж) |
| Hornady 9249                                       | 300 гр (19 г) FTX          | 2 075 фут/с (632 м/с) | 2 868 фут⋅фунтс (3 888 Дж) |
| Hornady 9250                                       | 350 гр (23 г) XTP MAG      | 1 700 фут/с (520 м/с) | 2 246 фут⋅фунтс (3 045 Дж) |
| Hornady 9252                                       | 500 гр (32 г) FP XTP       | 1 425 фут/с (434 м/с) | 2 254 фут⋅фунтс (3 056 Дж) |
| MagTech 500C                                       | 275 гр (17,8 г) SCHP       | 1 667 фут/с (508 м/с) | 1 696 фут⋅фунтс (2 299 Дж) |
| MagTech 500L                                       | 325 гр (21,1 г) SJSP       | 1 378 фут/с (420 м/с) | 1 370 фут⋅фунтс (1 860 Дж) |
| MagTech 500B                                       | 325 гр (21,1 г) SJSP       | 1 801 фут/с (549 м/с) | 2 341 фут⋅фунтс (3 174 Дж) |
| MagTech 500A                                       | 400 гр (26 г) SJSP         | 1 608 фут/с (490 м/с) | 2 297 фут⋅фунтс (3 114 Дж) |
| Winchester X500SW                                  | 350 гр (23 г) JHP          | 1 400 фут/с (430 м/с) | 1 416 фут⋅фунтс (1 920 Дж) |
| Winchester S500SWDB                                | 375 гр (24,3 г) Dual Bond  | 1 725 фут/с (526 м/с) | 2 477 фут⋅фунтс (3 358 Дж) |
| Winchester S500PTHP                                | 400 гр (26 г) PTHP         | 1 675 фут/с (511 м/с) | 2 491 фут⋅фунтс (3 377 Дж) |
| Значення надані відповідним виробником боєприпасів |                            |                       |                            |
Крім цих великих виробників існують і невеликі виробники боєприпасів, такі як Double Tap Ammunition та Magtech Ammunition, які також пропонують подібні боєприпаси.